# Marie Trolliet
 (mars 2025).
Motif : Sources toutes régionales (canton du Valais). Existe-t-il des sources secondaires centrées sur cet écrivain ?
- Archive Wikiwix
- Bing
- Cairn
- DuckDuckGo
- E. Universalis
- Gallica
- Google
- G. Books
- G. News
- G. Scholar
- Persée
- Qwant
- (zh) Baidu
- (ru) Yandex
- (wd) trouver des œuvres sur Wikidata

| 1. | Préciser le motif de la pose du bandeau. | Précisez le motif de la pose du bandeau en utilisant la syntaxe suivante : {{admissibilité à vérifier\|date=juillet 2025\|motif=remplacez ce texte par le motif}}                   |
| 2. | Informer les utilisateurs concernés.     | Pensez à avertir le créateur de l'article, par exemple, en insérant le code ci-dessous sur sa page de discussion : {{subst:avertissement admissibilité à vérifier\|Marie Trolliet}} |

Marie Trolliet (née le 8 janvier 1831 à Lucens et morte le 31 juillet 1895 à Vérossaz) est une chroniqueuse valaisanne. Elle publie ses ouvrages sous le nom de plume de Mario***.

## Biographie
Issue d'une famille originaire de Bagnes, Marie Trolliet, fille d'un pasteur vaudois et d'une mère d'origine italienne, passe sa jeunesse en terres vaudoises jusqu'à la mort de son père en 1862. 
Marie Trolliet devient écrivaine et connaît un certain succès dans les milieux catholiques conservateurs. Elle est le chantre du Vieux-Pays, expression qu'elle popularise et qui deviendra un élément fort de l'identité du canton du Valais. Elle répertorie coutumes ancestrales, légendes, traditions et pratiques religieuses. Elle publie sous le pseudonyme de Mario*** Le Génie des Alpes valaisannes, paru en 1893 est réédité en 2005. Elle meurt à Vérossaz en 1895 où elle est enterrée. 

## Publications
- Un vieux pays : croquis valaisan, 1889, 
  - Un vieux pays, disponible sur la Bibliothèque numérique romande, ebooks-bnr.com.
- Silhouettes romandes, disponible sur la Bibliothèque numérique romande, ebooks-bnr.com.
- Le Génie des Alpes valaisannes, Genève, Slatkine, réédité en 2005.
  - Le Génie des Alpes valaisannes, disponible sur la Bibliothèque numérique romande, ebooks-bnr.com.
- Edelweiss.
- Nouvelles silhouettes, disponible sur la Bibliothèque numérique romande, ebooks-bnr.com.